# Kaufmann im E-Commerce
Der Kaufmann im E-Commerce (Internethandel) ist seit dem 1. August 2018 ein anerkannter dreijähriger Ausbildungsberuf nach dem Berufsbildungsgesetz (BBiG). Die Tätigkeit kann schwerpunktmäßig im Handel (Groß- und Außenhandel, Einzelhandel) ausgebildet werden. Er kann aber auch für andere Branchen, wie touristische Unternehmen, Dienstleistungsanbieter oder Hersteller, die ihre Angebote online vertreiben, in Frage kommen. Der Schwerpunkt in dieser Ausbildung liegt im Führen und Betreiben eines Onlineshops.

## Struktur der Ausbildung
Die Ausbildung findet an den Lernorten Betrieb und Berufsschule statt. Der Berufsschulunterricht findet entweder im Teilzeitunterricht (zwei Schultage pro Woche) oder im Blockunterricht (Abwechslung zwischen dreimonatiger Ausbildung im Betrieb und dreimonatigem Schulblock) statt. Der Unterricht kann in sogenannten BYOD-Klassen (Bring Your Own Device) stattfinden. Bei solch einer Unterrichtsform wird der Unterricht fast ausschließlich online geführt. Durch dementsprechende Digitalisierung der Schule mit beispielsweise Whiteboards, einer stabilen Internetverbindung und Stromanschlüssen für das Laden des Laptops können die Schüler in der Cloud ihrer Schule arbeiten und dort Ergebnisse bereitstellen oder aber an den Beamer streamen. Die Ausbildungsdauer beträgt drei Jahre. Die Unterrichtsfächer bestehen aus fachspezifischen Fächern, wie Wirtschafts- und Sozialprozesse (WSP), Geschäftsprozesse im E-Commerce (GPE), Steuerung und Kontrolle (SUK) aber auch aus normalen Unterrichtsfächern wie Religion und Sport.

## Ausbildungsinhalte
Der Kaufmann im E-Commerce erstellt und pflegt Onlineshops eines Unternehmens. Erstellt Webanalysen, u. a. analysiert er das Kaufverhalten von Kunden und ermittelt die Interessen von Kunden und welche Produkte am häufigsten verkauft werden. Er ist vertraut mit dem Wettbewerbsrecht, dem Urheberrecht, dem Datenschutz etc. Er bewirtschaftet Waren oder Dienstleistungen, wählt Bezahlsysteme für die Online vertriebenen Waren aus und legt Angebotsregeln fest.
Folgende Kernqualifikationen werden in der dreijährigen Ausbildung vermittelt:
- Online-Vertriebskanal auswählen und einsetzen
- Waren- oder Dienstleistungssortiment mitgestalten und online bewirtschaften
- Beschaffung unterstützen
- Vertragsanbahnung im Online-Vertrieb gestalten
- Verträge aus dem Online-Vertrieb abwickeln
- Kundenkommunikation mit Hilfe von Sozialen Medien gestalten
- Datenschutz-Grundverordnung berücksichtigen und anwenden
- Online-Marketing entwickeln und umsetzen
- Kaufmännische Steuerung und Kontrolle nutzen

## Prüfung
In der 3-jährigen dualen Ausbildung wird zu jedem Lernfeld eine Klausur geschrieben. In Summe sind es 5 Klausuren im Themengebiet E-Commerce und 2 weitere im Themengebiet Kommunikation.
Die Prüfung ist in Abschlussprüfung Teil 1 und Abschlussprüfung Teil 2 unterteilt. Bei der Abschlussprüfung Teil 1, in der Mitte des zweiten Ausbildungsjahres, werden Sortimentbewirtschaftung und Vertragsanbahnung abgefragt. Das Ergebnis fließt zu 25 % in die Gesamtnote ein. In der Abschlussprüfung Teil 2, gegen Ende der Ausbildung, werden Wirtschafts- und Sozialkunde (10 % der Gesamtnote), Kundenkommunikation im E-Commerce (15 % der Gesamtnote), Geschäftsprozesse im E-Commerce (30 % der Gesamtnote) und ein Fachgespräch zu einem projektbezogenen Prozess im E-Commerce (20 % der Gesamtnote) geprüft.

## Entwicklung
Der Internethandel hat lange auf den Ausbildungsberuf gewartet, da reine Online-Unternehmen bisher keine Kaufleute schulen durften. Mit dem neuen Ausbildungsberuf Kaufmann im E-Commerce können nun auch Onlineshopbetreiber Kaufleute ausbilden.
Rangliste der Ausbildungsberufe nach Neuabschlüssen:
|      | Anzahl Ausbildungsverträge | Rang    |
| ---- | -------------------------- | ------- |
| 2018 | 1.284                      | Rang 78 |
| 2019 | 1.596                      | Rang 68 |
| 2020 | 1.485                      | Rang 66 |
| 2021 | 1.887                      | Rang 54 |
| 2022 | 1.803                      | Rang 56 |
| 2023 | 1.674                      | Rang 61 |
| 2024 | 1.479                      | Rang 68 |